# جنبش آینده کرد در سوریه
جنبش آینده کرد در سوریه (به کردی: Şepêla Pêşeroj a Kurdî li Sûriyê) یکی از احزاب اپوزیسیون سوریه است که در سال ۲۰۰۵ توسط مشعل تمو تأسیس شد. این حزب به همراه حزب اتحاد و حزب آزادی در سال ۲۰۰۶ کمیته هماهنگی را تشکیل دادند. کمیته هماهنگی در سال ۲۰۱۱ عضو شورای ملی سوریه شد. که تنها عضو کرد در شورای ملی سوریه در حال حاضر است.
جنبش آینده کرد خواستار دولتی مدنی، دموکراتیک و تکثرگرا است. همچنین این حزب خواهان به رسمیت شناختن و مشارکت برابر کردها همراه بقیه اقوام در سوریه‌است.
پس از مرگ تمو در سال ۲۰۱۱ میان برخی اعضا بر سر رهبری حزب کشمکش در گرفت. سرانجام اعضای حزب دو گروه شدند. عده‌ای رهبری رضان بحری شیخ‌موس و عده‌ای دیگر رهبری جنگیدر محمد را بر حزب پذیرفتند.
این حزب هم‌اکنون تقریباً مضمحل شده‌است.